# Plochmopeltis rodriguezii
Plochmopeltis rodriguezii är en svampart som beskrevs av H.D. Gómez 1998. Plochmopeltis rodriguezii ingår i släktet Plochmopeltis och familjen Schizothyriaceae.   Inga underarter finns listade i Catalogue of Life.